# Stadion De Boschpoort
Stadion De Boschpoort was een voetbalstadion in de buurt Boschpoort in Maastricht. Het stadion was van 1911 tot 1961 het vaste onderkomen van voetbalclub MVV Maastricht. De Boschpoort bevond zich aan de toenmalige noordrand van de stad te midden van industriële bedrijven. Het stadion werd meerdere malen uitgebreid en bereikte in 1956 zijn maximumcapaciteit van 18.000 toeschouwers. Begin jaren '60 moest het stadion wijken vanwege de bloeiende industrie. In 1961 verhuisde MVV naar De Geusselt, het huidige stadion. De Boschpoort werd gesloopt en aanvankelijk ingericht als industrieterrein. Tegenwoordig ligt hier de aanlanding van de Noorderbrug.

## Geschiedenis

### De zoektocht naar een stadion

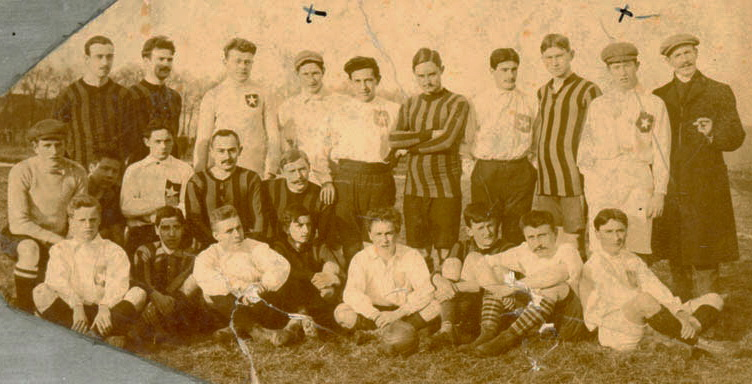
Groepsfoto voorafgaand aan een wedstrijd tussen MFC (later MVV) Maastricht en Alemannia Aachen, 1907

Tot 1911 speelde MVV op diverse plaatsen in de stad Maastricht. De allereerste wedstrijd werd gespeeld op voetbalvelden in 'De Kommen', ongeveer waar nu het hoofdbureau van politie aan de Sint Hubertuslaan ligt. Daarna werd gespeeld op een veldje op de Sint-Pietersberg. In 1904 verhuisde de club naar terrein 'de Goudberg' aan de Meerssenerweg. Kort daarop verhuisde de club naar Amby, waar men o.a. speelde op het binnenterrein van de toenmalige wielerbaan. In 1904 werd een seizoen gespeeld op een terrein aan de Statensingel. Tot 1910 speelde MVV vervolgens op een speelveld bij de spoorbrug. Toen men ook daar niet kon blijven, moest het bestuur wederom op zoek naar een andere speellocatie. Op 1 oktober 1910 zag men zich men genoodzaakt te fuseren met de club H.B.S. met als voornaamste reden om een speellocatie te krijgen. De toenmalige bestuursleden van MVV, de heren Bonhomme, Polis en Tieleman, konden vervolgens een terrein pachten nabij de voormalige Boschpoort. Een bestaande boomgaard werd gerooid, waarna het terrein werd opgehoogd en geëgaliseerd.

### Beginjaren en uitbreiding van De Boschpoort

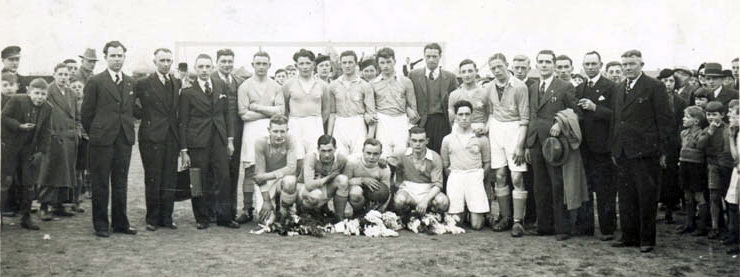
Spelers en bestuur na een kampioenschap in de jaren 1930 in Stadion De Boschpoort

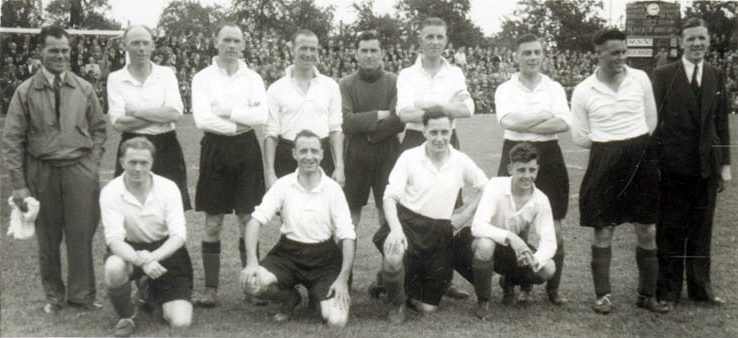
Team uit Woolwich (Charlton Athletic?), vóór de wedstrijd tegen MVV in De Boschpoort op 15 september 1945, ter viering van één jaar bevrijding van Maastricht

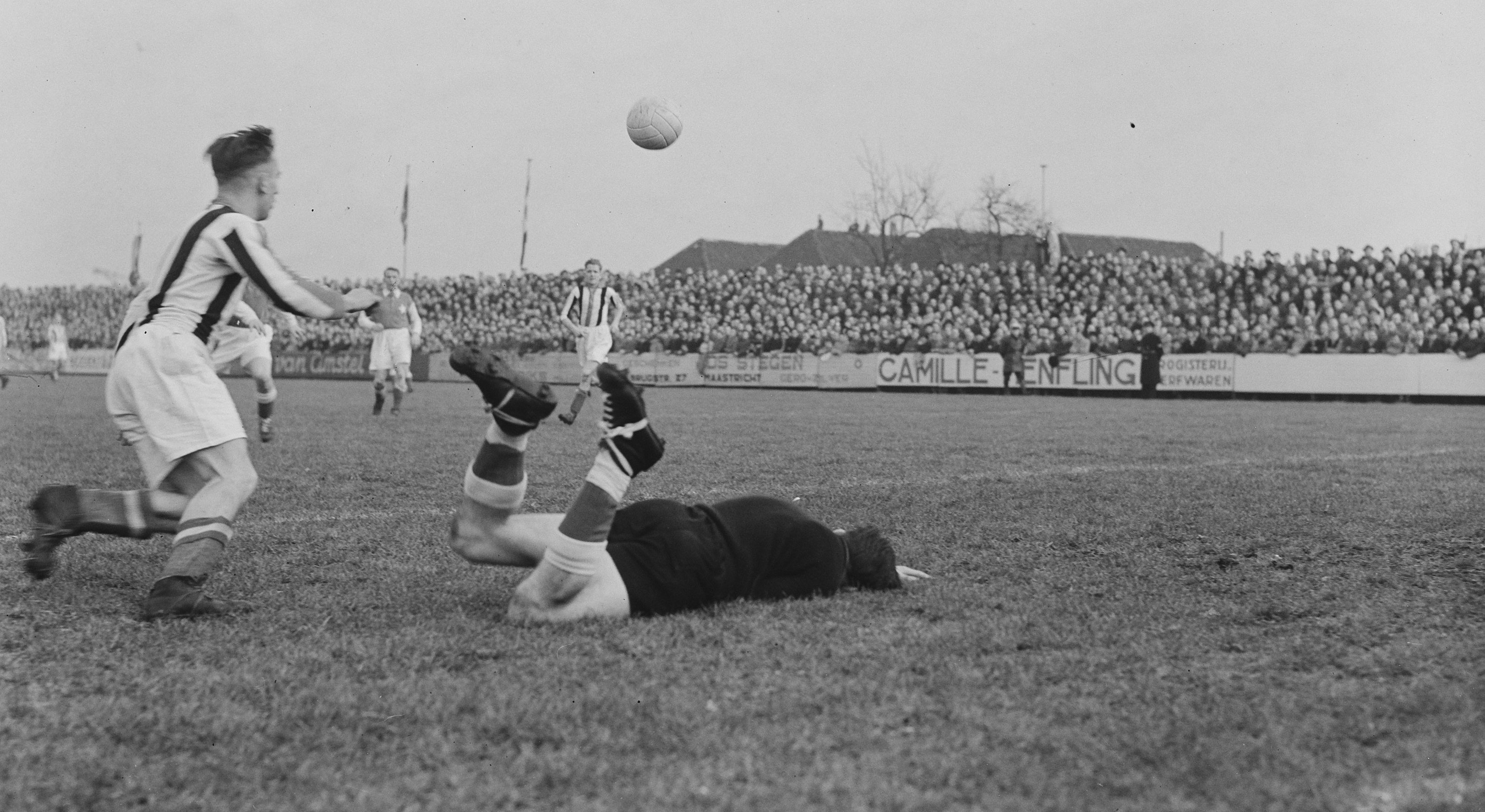
MVV - Willem II (1952)

De eerste wedstrijd van MVV in het nieuwe stadion was tegen de Duitse club S.C. Germania uit Düren. Vanaf 1912 speelde MVV bijna een halve eeuw lang aan de Boschpoort, een speelveld dat in die tijd nog aan de rand van de stad lag. De terreinen lagen aan het begin van de Boscherweg langs de spoorlijn Maastricht-Hasselt, waar verschillende grote industriële bedrijven lagen (zoals de KNP, de Sphinx, papiergroothandel Tielens, staalwerken De Maas, zakkenfabriek Bates Cepro en het Gemeentelijk Slachthuis, waar toeschouwers op het binnenterrein hun fiets konden stallen). Het was een knus terrein dat stukje bij beetje werd uitgebouwd tot een stadion. Ondanks de ligging langs de spoorlijn en vlakbij fabrieken, waardoor uitbreidingsmogelijkheden aan twee zijden beperkt waren, kreeg De Boschpoort uiteindelijk een capaciteit van 18.000 plaatsen.
De eerste kleine tribune met 150 plaatsen dateerde uit 1918 en vanaf dat moment waren er ook extra staanplaatsen. Dat was nodig omdat MVV in het zuiden een toonaangevende club werd en vaak veel publiek trok. In het stadion speelden MVV-sterren als Huub Felix, Joke Soons, Giel Haenen en Jeu van Bun, die allen in het Nederlands elftal speelden. In 1952 kreeg de Boschpoort er een tweede speelveld bij en werd de staantribune met 1.500 plaatsen uitgebreid. In 1954 deed het betaalde voetbal zijn intrede gedaan, waardoor de publieke belangstelling nog toenam. Het stadion werd in 1956 voor de laatste maal uitgebreid tot 18.000 plaatsen.

### Naar een nieuw stadion
Vanwege de bloeiende industrie in de directe omgeving werd de druk op MVV om de terreinen aan de Boschpoort te verlaten steeds groter. Bedrijven als KNP en Sphinx hadden grote belangstelling voor bedrijfsuitbreiding in dit gebied. Het Maastrichtse gemeentebestuur legde in 1950 een plan voor aan de gemeenteraad om een geheel nieuw sportpark inclusief voetbalstadion ten noorden van de wijk Wittevrouwenveld aan te leggen. De gemeenteraad gaf hier ook de voorkeur aan, boven een uitbreiding van het terrein aan de Boschpoort. Op 26 december 1960 werd de laatste wedstrijd gespeeld, tegen PSV (uitslag 3–3), waarna MVV verhuisde naar haar nieuwe onderkomen in De Geusselt. Een van de tribunes, de Boschpoorttribune, herinnert nog altijd aan het oude stadion.